# Федер, Готфрид
Готфрид Фе́дер (нем. Gottfried Feder; 27 января 1883, Вюрцбург — 24 сентября 1941, Мурнау-ам-Штаффельзе) — экономист, один из ранних и значимых идеологов национал-социализма и один из первых членов нацистской партии. Он был её экономическим теоретиком. В 1919 году произнёс речь, которая повлияла на решение Гитлера вступить в партию.

## Биография
Сын государственного служащего Ханса Федера и Матильды Федер (урождённой Луц). После обучения в школе в Ансбахе и Мюнхене он изучал инженерное дело в Берлине и Цюрихе (Швейцария), а после окончания университета он основал строительную компанию в 1908 году, которая впоследствии была особенно активна в Болгарии, где он построил ряд официальных зданий.
С 1917 года Федер изучал финансовую политику и экономику. Он разработал враждебную по отношению к богатым банкирам теорию во время Первой мировой войны и написал «Разрушение процентного рабства» в 1919 году. Вскоре появились последователи, которые требовали национализации всех банков.
В том же году Федер вместе с Антоном Дрекслером, Дитрихом Эккартом и Карлом Харрером основал Немецкую рабочую партию, которая позже изменит своё название на «Национал-социалистическая немецкая рабочая партия».
Адольф Гитлер встретился с Федером летом 1919 года, и Готфрид стал его наставником в области финансов и экономики. Он был вдохновителем оппозиции Гитлера «еврейскому финансовому капитализму».
В феврале 1920 года вместе с Адольфом Гитлером и Антоном Дрекслером Федер составил так называемые «25 пунктов», которые охарактеризовали программу партии. Документ был оглашен 24 февраля 1920 года в мюнхенской пивной «Хофбройхаус» на митинге, в котором приняли участие более 2000 человек.
«Теоретической основой» пропагандистской деятельности НСДАП стали книга Федера «Германское господство на национальной и социальной основе». Это был свод антисемитских вымыслов и рассуждений о «процентном рабстве», «заговоре мирового большевизма» и «еврейства», который завершался призывами к «единению нации», «национальной дисциплине» и «оздоровлению германского духа».
Федер принял участие в Пивном путче в 1923 году. После ареста Гитлера он остался одним из лидеров партии и в 1924 году был избран в рейхстаг, депутатом которого оставался до 1936 года. Будучи депутатом он потребовал заморозить процентные ставки и лишить гражданства евреев. Он оставался одним из лидеров борьбы с капиталистическим крылом NSDAP и опубликовал несколько статей, в том числе «Национальные и социальные основы немецкого государства» (1920), «Программа NSDAP и её мировоззренческие основы» (1927), и «Что хочет Адольф Гитлер?» (1931).
Федер доминировал в официальных взглядах NSDAP на финансовую политику, однако, после того как он стал председателем Экономического совета партии в 1931 году, его антикапиталистические взгляды привели к снижению финансовой поддержки от крупных промышленников Германии. Под давлением со стороны Вальтера Функа, Альберта Фёглера, Густава Круппа, Фридриха Флика, Фрица Тиссена, Ялмара Шахта и Эмиля Кирдорфа, Гитлер решил отмежеваться от взглядов Федера.
В своих мемуарах Шахт оправдывает своё сотрудничество с Гитлером опасением, что иначе во главе немецкой экономики могли оказаться люди, подобные Федеру:

Если люди, подобные Готфриду Федеру и Реверу, возьмут под свой контроль банковскую и монетарную систему, то это, как я мог уже видеть, будет означать крах германской экономической политики, несмотря на парламентскую силу правительства Гитлера. Работа Имперского банка рухнет, если ей будет угрожать легковесность теневой валюты Федера или даже раскол валют а-ля Ревер. Я считал своим долгом предотвратить эту угрозу. Поэтому дал Гитлеру понять устно и письменно, что, если он придёт к власти, я не откажусь сотрудничать с ним.— 
Федер продолжал писать антикапиталистические («Борьба с крупными финансовыми организациями», 1933) и антисемитские работы («Евреи», 1933).
После того, как в 1933 году Адольф Гитлер стал рейхсканцлером, он в июле 1933 г. назначил Федера одним из двух статс-секретарей в Министерстве экономики. Это назначение разочаровало Федера, который надеялся получить гораздо более высокий пост. В первый же день своего пребывания на посту министра экономики в августе 1934 Я. Шахт уволил Федера. В 1934 году он стал рейхскомиссаром.
После Ночи длинных ножей в июне 1934, когда такие лидеры СА, как Эрнст Рём, и левого крыла партии, как Грегор Штрассер были убиты, Федер начал отходить от политики, и в конце концов стал профессором Высшей Технической школы в Берлине в декабре 1936 года, и оставался им до своей смерти в Мурнау 24 сентября 1941 года. В конце жизни рассматривал Третий рейх как измену революции.
В 1939 году он пишет Die Neue Stadt («Новый город»). Это можно считать нацистской попыткой построить город-сад. Здесь он предложил создать сельскохозяйственные города с населением 20000 человек, которые необходимо было поделить на девять районов. Каждый город должен был быть полностью автономным и самодостаточным. Подробные планы города учитывали все потребности повседневной жизни и городских удобств. В отличие от других теоретиков города-сада, он считал, что городские районы могут быть реформированы путём разделения существующей антропогенной среды в самодостаточные окрестности. Эта идея была подхвачена Удзо Нисиямой в Японии. Позднее она применялась в ходе японского строительства Нового города.
Решением Южно-Сахалинского городского суда от 30.04.2013 брошюра Готфрида Федера «Программа и мировоззрение NSDAP» признана экстремистским материалом в Российской Федерации (п. 2000).